# Sal La Rocca
Sal La Rocca, né le 20 aout 1961 à Seraing (Belgique), est un contrebassiste de jazz belge d'ascendance sicilienne.

## Biographie
Salvatore La Rocca naît le 20 août 1961 à Seraing, près de Liège. Après avoir fait ses premiers pas comme guitariste de rock, il apprend à jouer de la contrebasse en autodidacte à l'âge de 23 ans.

### Les débuts
En 1986 il joue au sein du trio du pianiste français Michel Graillier avec le batteur américain Leo Mitchell, puis il rejoint le trio du saxophoniste Steve Grossman dans le sud de la France, joue à Singapour avec le quartet du saxophoniste Steve Houben (Jacques Pirotton, et Rick Hollander (de)), et en Allemagne avec le quartet du guitariste américain John Thomas (Marcus Becker, Jan de Haas).
Il remplace Riccardo Del Fra au sein du quintet de Mikesch van Grümmer (de) pendant le festival de jazz de Montreux.

### Les années 1990
Les années 1990 confirment la présence de Sal La Rocca sur les scènes belges et européennes, où il se produit notamment avec Phil Abraham, Ivan Paduart, Sal Nistico, Jacques Pelzer, Mal Waldron, Pierre Vaiana (de), Salvatore Bonafede (de) et Dré Pallemaerts.
Il participe à la formation du Raffaela Renzulli Ensemble aux côtés du saxophoniste Charlie Mariano, et du groupe Määk's Spirit dirigé par Laurent Blondiau et Jeroen Van Herzeele (nl).
Il se produit au North Sea Jazz Festival (La Haye) avec le saxophoniste américain Harold Land, et en Belgique avec Dave Turner, Vic Vogel et Félix Simtaine, puis avec Steve Houben, Diederik Wissels et Rick Hollander.
Sal La Rocca fait plusieurs tournées avec Lee Konitz, Bruno Castellucci, Jean-François Prins et Judy Niemack (de), mais aussi avec le Nathalie Loriers Trio avec lequel il joue en Syrie, Jordanie, Japon, Brésil et au Festival international de jazz de Montréal. Il fait également partie du Ivan Paduart Quartet et du Frank Vaganée (de) - Mike Del Ferro Group, et du Bruno Castellucci Stringtet avec Bruno Castellucci, Éric Legnini, Erwin Vann, et une section de cordes.
À la fin des années 1990, Sal La Rocca joue avec Toots Thielemans au palais des congrès de Liège, et au sein du trio de Philip Catherine. Après cette période son nom est cité dans Le Dictionnaire du Jazz Belge.

### Les années 2000
Au début des années 2000, il accompagne Didier Lockwood, Gordon Beck, Stanley Jordan, Bobby Durham (festival d'Abou Dabi, Dubaï International Jazz Festival), et Anne Ducros (Festival international de jazz de Montréal). Peu après, il repart pour quelques concerts en Irlande, Roumanie, Italie et au Benelux avec Toots Thielemans et Nathalie Loriers.
Il enregistre Latinea en 2003, son premier album en leader avec Bruno Castellucci, Peter Hertmans, Kris Goessens et Jacques Pirotton.
Il devient le contrebassiste attitré de la chanteuse Anne Ducros pendant plusieurs années, et participe à plusieurs de ses tournées internationales et enregistrements. Cette collaboration lui permet de jouer avec de grands noms du jazz dont le trompettiste Randy Brecker, et les pianistes Thierry Eliez, Enrico Pieranunzi, Jacky Terrasson, ou René Urtreger.
En 2007, il devient le bassiste du groupe pop rock Vaya Con Dios avec lequel il effectue plusieurs tournées européennes et mondiales. En 2010, il fait partie du quintet de Steve Grossman avec Nico Menci, Alvin Queen (de) et Joe Lovano au Dinant Jazz Night Festival.
En 2011, il participe à la formation du quintet du jeune trompettiste Gregory Houben avec Pierrick Pedron au saxophone alto. Par le biais du pianiste français Olivier Hutman il rencontre la chanteuse américaine Denise King, avec qui il forme un trio qui se produit principalement au Benelux et en France.
Son deuxième album en tant que leader, It Could Be The End sort en 2012 chez Igloo Records, avec Lorenzo Di Maio, Pascal Mohy, Hans van Oosterhout, et Jacques Schwarz-Bart, et propose essentiellement des compositions personnelles.
En 2016, il est engagé par le Sun Ra Arkestra conduit par Marshall Allen pour une petite tournée aux Pays-Bas et en Belgique.
En 2017, tournée en Chine avec Phil Abraham quartet.
Il continue à jouer avec ses précédentes formations et accompagne en tournées un grand nombre de musiciens de jazz en Belgique ou sur les scènes internationales, comme Michel Herr, Guy Cabay, André Ceccarelli, David Linx, Sheila Jordan, Mark Murphy, Scott Hamilton, Roby Lakatos, Steve Williams, Baptiste Trotignon, Bert Joris, Rick Margitza, Charles Loos, Stéphane Galland, Sylvain Beuf, Stéphane Belmondo, Tony Rabeson, Iva Bittová, Élisabeth Kontomanou, David El Malek, Fabien Degryse, Richie Beirach, Jachy Terrasson.

## Discographie
- En tant que leader
- 2003 : Latinea, Igloo Records
- 2012 : It Could Be The End, Igloo Records
- 2018 : Shifted, Igloo Records

- En tant que sideman
| - 1993 : Steve Houben Quartet, Blue Circumstances , Igloo Records - 1994 : Lee Konitz & the Jeanfrançois Prins Trio, Live at The Manhattan Jazz Club, Disneyland Paris, Gam Records - 1995 : Nathalie Loriers Trio, Walking Through Walls, Walking Along Walls, Igloo Records - 1995 : Mike del Ferro, Live!, Challenge Records - 1996 : Bruno Castellucci Stringtet, Towards The Light, Quetzal Records - 1996 : Peter Hertmans, Ode For Joe, Igloo Records - 1998 : Määk's Spirit, Lives au Café Den Turk, autoproduit - 1998 : Toots Thielemans, The Live Takes, Vol 1, In & Out Records - 1999 : Nathalie Loriers Trio, Silent Spring, Pygmalion Records - 1999 : Peter Hertmans, Ode For Joe, Caribbean Fire Dance, Igloo Records - 2000 : Manuel Hermia, L'Esprit du val, Igloo Records - 2000 : Jean-Pierre Gebler Belgian All Stars, Meggie, Gam Records - 2001 : Erik Vermeulen Trio,Songs Of Minutes, W.E.R.F. Records - 2001 : Anne Ducros, Purple Songs, Dreyfus Jazz | - 2002 : Nathalie Loriers Trio + Extensions, Tombouctou, W.E.R.F. Records - 2003 : Anne Ducros, Close Your Eyes, Dreyfus Jazz - 2004 : Peter Hertmans Trio, The Other Side, Quetzal Records - 2005 : Anne Ducros, Piano, piano, Dreyfus Jazz - 2005 : Yves Teicher plays Charlie Parker, CD Intégral Classic. - 2006 : Olivier Hutman Quartet, Suite Mangrove Plus Loin Music - 2008 : Sabin Todorov Trio, Inside Story, Igloo Records - 2008 : Vaya Con Dios, Ultimate Collection (CD et DVD), Sony BMG - 2009 : Pascal Mohy Trio, Automne 08, Igloo Records - 2009 : Gregory Houben, Julie Mossay, Après un Rêve, Igloo Records - 2010 : Sabin Todorov Trio, Inside Story 2, Igloo Records - 2010 : Gregory Houben Quartet Meets Pierrick Pédron, Plus Loin Music - 2010 : Vaya Con Dios, Comme on est venu..., CD et double CD, Columbia Records - 2012 : Bop and Soul Sextt, Hydrogen Bond, Orfena Music - 2012 : Laurent Doumont, Papa Soul Talkin’, Orfena Music - 2014 : Jan De Haas Vibes Quartet, Dreams Ago, W.E.R.F. Records - 2014 : Vaya Con Dios, Thank To All !, (CD et DVD), Sony Music - 2015 : Dani Klein & Sal La Rocca, "Dani Sings Billie", Sony Music - 2016 : Wolf In The Wood, "Live at Jazz Station", Mogno Music - 2016 : Ingrid Nomad, We Are One, Indiblue Records - 2016 : Kari Antila & Peter Hertmans Quartet, Guitar Stories, Seventh String Music |